# Luna 12
Luna 12 (ryska: Луна-12) var en sovjetisk rymdsond i Lunaprogrammet. Rymdsonden sköt upp från Kosmodromen i Bajkonur den 22 oktober 1966, med en Molnija-M 8K78M raket. Farkosten gick in i omloppsbana runt månen den 25 oktober 1966. Rymdsonden sände data fram till den 19 januari 1967.

### Fotnoter
1. ↑  ”NASA Space Science Data Coordinated Archive” (på engelska). NASA. https://nssdc.gsfc.nasa.gov/nmc/spacecraft/display.action?id=1966-094A. Läst 25 mars 2020.